# Emre Aşık
Emre Aşık (13 grudnia 1973 w Bursie) – piłkarz turecki grający na pozycji środkowego obrońcy.

## Kariera klubowa
Piłkarską karierę Emre Aşık rozpoczął w małym klubie Sönmez Filamentspor. W 1991 roku przeszedł do trzecioligowego Balıkesirsporu, w którym grał przez dwa lata. W 1993 roku został piłkarzem Fenerbahçe SK. W klubie ze Stambułu zadebiutował w pierwszej lidze i w swoim pierwszym sezonie zaliczył występy w wyjściowym składzie. Osiągnął też swój pierwszy sukces w karierze – został wicemistrzem Turcji. W kolejnych dwóch latach był jednak rezerwowym. W sezonie 1995/1996 rozegrał tylko 4 ligowe spotkania i miał mały udział w zdobyciu mistrzowskiego tytułu przez Fenerbahçe.
Latem 1996 Emre przeszedł do lokalnego rywala Fenerbahçe, mniej utytułowanego Istanbulsporu. Tam z czasem zaczął grać w pierwszym składzie, a w 1997 roku zajął 6. pozycję. Rok później doprowadził Istanbulspor do czwartego miejsca, najwyższego w historii klubu. W 2000 roku pomógł klubowi w utrzymaniu w lidze, a latem przeszedł do Galatasaray SK, zaliczając tym samym swój trzeci klub ze Stambułu. W 2001 roku został wicemistrzem Turcji, dzięki czemu w sezonie 2001/2002 wystąpił w rozgrywkach Ligi Mistrzów. Wywalczył też swoje drugie w karierze mistrzostwo Turcji, a w 2003 – wicemistrzostwo.
Latem 2003 Emre został piłkarzem Beşiktaşu JK. W 2004 roku dzięki 3. miejscu w lidze zakwalifikował się z nim do Pucharu UEFA, ale w 2005 roku zajął 4. miejsce w Superlidze. Latem wrócił do Galatasaray. Tam jednak przegrał rywalizację z Chorwatem Stjepanem Tomasem i Kameruńczykiem Rigobertem Songiem, dlatego był rezerwowym. W 2006 roku został mistrzem Turcji. Latem 2007 wypożyczono go do Ankarasporu. W 2010 zakończył karierę.
| Sezon   | Klub                | Kraj   | Rozgrywki  | Mecze | Bramki |
| ------- | ------------------- | ------ | ---------- | ----- | ------ |
| 1991/92 | Sönmez Filamentspor | Turcja | TFF 2. Lig | 28    | 0      |
| 1992/93 | Balıkesirspor       | Turcja | TFF 1. Lig | 27    | 7      |
| 1993/94 | Fenerbahçe SK       | Turcja | Süper Lig  | 22    | 0      |
| 1994/95 | Fenerbahçe SK       | Turcja | Süper Lig  | 16    | 1      |
| 1995/96 | Fenerbahçe SK       | Turcja | Süper Lig  | 4     | 0      |
| 1996/97 | Istanbulspor        | Turcja | Süper Lig  | 9     | 0      |
| 1997/98 | Istanbulspor        | Turcja | Süper Lig  | 23    | 0      |
| 1998/99 | Istanbulspor        | Turcja | Süper Lig  | 25    | 0      |
| 1999/00 | Istanbulspor        | Turcja | Süper Lig  | 26    | 6      |
| 2000/01 | Galatasaray SK      | Turcja | Süper Lig  | 19    | 1      |
| 2001/02 | Galatasaray SK      | Turcja | Süper Lig  | 27    | 0      |
| 2002/03 | Galatasaray SK      | Turcja | Süper Lig  | 17    | 0      |
| 2003/04 | Beşiktaş JK         | Turcja | Süper Lig  | 23    | 1      |
| 2004/05 | Beşiktaş JK         | Turcja | Süper Lig  | 9     | 1      |
| 2005/06 | Galatasaray SK      | Turcja | Süper Lig  | 3     | 0      |
| 2006/07 | Galatasaray SK      | Turcja | Süper Lig  | 12    | 1      |
| 2007/08 | Ankaraspor          | Turcja | Süper Lig  | 26    | 1      |
| 2008/09 | Galatasaray SK      | Turcja | Süper Lig  | 18    | 0      |
| 2009/10 | Galatasaray SK      | Turcja | Süper Lig  | 6     | 0      |

## Kariera reprezentacyjna
W reprezentacji Turcji Emre zadebiutował 27 października 1993 roku w wygranym 2:1 meczu z Polską, rozegranym w ramach eliminacji do Mistrzostw Świata w USA. W 2002 roku znalazł się w kadrze powołanej przez Şenola Güneşa na Mistrzostwa Świata 2002, na których był zagrał we dwóch spotkaniach: zremisowanym 1:1 z Kostaryką, w którym zdobył gola w 56. minucie oraz wygranym 3:0 z Chinami. Był rezerwowym dla pary stoperów Alpay Özalan – Bülent Korkmaz. Wywalczył z Turcją brązowy medal na tym turnieju.